# Archivo Capitular de la catedral de Barcelona
El Archivo Capitular de la Santa Iglesia de la catedral de Barcelona (en catalán Arxiu Capitular de la S.E. Catedral Basílica de Barcelona) es el archivo eclesiástico encargado de la custodia, conservación y difusión de la documentación generada por la diócesis de Barcelona. Por Archivo Capitular hay que entender aquel responsable de la custodia, conservación y comunicación de los documentos generados por la administración de una catedral y las instituciones de las que se derive. El término es aplicado también al lugar de depósito. Definición según la Gran Enciclopedia Catalana.
En Cataluña se encuentran los archivos capitulares de la catedral de Barcelona, Gerona, Lérida, Urgel, Tarragona, Tortosa, así como los fondos capitulares del Archivo Episcopal de Vich y de Manresa.

## Edificio
El edificio de la Iglesia Catedral, en cuyo interior se sitúa el Archivo Capitular está dedicado a Santa Creu y Santa Eulalia, patrona de Barcelona. Corresponde a diversas épocas.

### Paleocristiano
Restos más antiguos del S. V, donde se encuentra el actual Museo de Historia de la Ciudad de Barcelona.

### Románico
Segunda catedral, cuyos restos también son apreciables entrando al Museo de Historia. Iglesia más pequeña que la actual, pero al contrario que la Paleocristiana, tenía la misma orientación.

### Gótico
Jaime II el Justo, inició la ampliación de la catedral románica en 1298, que culminaría con la construcción actual de estilo gótico.
EL Primer arquitecto del que se tiene constancia es Jaume Fabre, en 1317, seguido de otros autores góticos por un periodo de 150 años, hasta 1442.

### Edificio neogótico
En 1882 Manuel Girona i Agrafel retoma las obras con motivo de la Exposición Universal de 1888. El edificio actual está formado por un templo de 90 por 40m. y un claustro cuadrado de 25m. de lado.
Claustroubicado sobre el románico más pequeño, con acceso desde el interior y exterior de la catedral, rodeado por una galería formada por pilares y arcos con imágenes del Antiguo y Nuevo Testamento, así como la leyenda del Árbol de Santa Creu. En el centro un jardín con trece ocas blancas, edad que la tradición da a Santa Eulalia.
Temploen tres de sus galerías encontramos capillas, consagradas a diversas familias o gremios. Dos de éstas cuentan con sepulcros de época moderna.

## Historia
En el Archivo Capitular de Barcelona encontramos documentación que abarca desde el siglo XI, hasta el siglo XX.
En el 713, fueron destruidos todos los documentos del archivo de la Catedral Paleocristiana y Visigoda. El 13 de junio del 844, Carlos el Calvo otorgó a los barceloneses el primer privilegio conocido por el que se inició la colección de documentos los “Libri Antiquitatum” o Cartulario. Con el paso de Almanzor, 6 de julio del 985, gran parte de la ciudad y catedral fueron destruidas, no obstante un centenar de documentos fueron salvados.
El primer libro que forma parte de la Biblioteca de la Catedral, será incorporado el 18 de octubre del 1011 cuando el sacerdote Vilara deje en testamento a la catedral un Pasionario; en 1016 el cabildo compra un pergamino y paga por su copia “Decretalia Pontificum”; en 1046 son incorporados dos ejemplares de la gramática de Prisciano; en 1131 el canónigo Pere Bernat ante su peregrinaje a Tierra Santa deposita sus libros en la biblioteca catedralicia, así hasta que a mediados del siglo XIII se ordenen los documentos del archivo y se transcriban los más destacados, 2.790 ejemplares en cuatro volúmenes, el cartulario conocido como “Libri Antiquitatum” donde las iglesias escribían sus privilegios y demás escrituras de sus pertenencias, destacando los privilegios de Luis el Piadoso y Carlomagno concedidos a los barceloneses años atrás, con motivo de su incorporación a la marca Hispánica. 
Así, paulatinamente se ha ido incorporando nueva documentación a los fondos del archivo capitular.

## Ubicación y traslados
A principios de 1383 el cabildo manda construir la “librería” o “Biblioteca de la catedral” en la capilla hoy conocida como Capilla de Las Almas y seis años más tarde se traslada a la Capilla de San Paciano. En mayo de 1420 se habilita para la sala sobre la sacristía de la Capilla de San Severo, actual sacristía del baptisterio, conocida por nombres diversos: 1. “Archivo de Mitja Escala”, 2. “Archivo Pequeño”, 3. “Archivo Viejo” y 4. “Archivo sobre Fuentes Bautismales” hasta que un siglo después sea destinado para la documentación más antigua y menos consultada.
En la primavera de 1443 se inaugura la “Nueva Librería” en las dependencias del claustro que hoy es la Sala de la Cabrevación y Sala Capitular, que durante siglos hará de Biblioteca Pública de Barcelona y cuyo primer bibliotecario conocido será Mn. Pere Oller.
Durante 1519 y 1521 la “Tribuna Real” o “Tribuna del rey Martín” se habilita para el archivo de la obra, hasta que en 1529-1535 se realicen las obras para el nuevo archivo sobre la galería de la Parte del Evangelio, que consta de cuatro salas con la documentación más destacable: Caridad, Aniversarios y Pia Almoina. Más tarde se construirán tres salas más en esa misma galería, que será conocida como “Archivo Nuevo” o “Mayor” instalación que ha servido hasta 1969.
En el siglo XIX, las Leyes de Desamortización hacen que los archivos pierdan importancia administrativa y éstos de descuiden y desorganicen, en 1869 el archivo es clausurado por orden gubernativa y así permanece una decena de años, hasta que a fines de siglo sea totalmente abandonado y desordenado.
Durante la Guerra Civil, para salvar el archivo de la contienda, pues numerosas iglesias se estaban quemando, los llamados servicios de archivos de la Generalidad al mando del director del Archivo Histórico de la Ciudad y jefe de los archivos de la Generalidad de Cataluña en 1936, Agustín Durán Sanpere, trasladan la documentación al vecino convento de La Esperanza a excepción de los códices e incunables que van a parar a la Biblioteca de Cataluña. En 1938 van a parar al Monasterio de Santa María de Pedralbes a las afueras de la ciudad, salvo algunas series que se depositan en Vilandrau, en el Montseny. Al fin del conflicto regresan a la catedral.
Entre 1965-1969 Mn. Ángel Fàbrega i Grau lleva a cabo una ordenación completa de la documentación y la instalación definitiva del mismo en las nuevas dependencias sobre dos de las naves del claustro según las técnicas más modernas de archivística.
En el edificio encontramos la Sala Capitular y el Museo catedralicio. La Primera del S XVII, era donde se reunía el Capitolio, canónigos que forman un consejo de obispos y cuyos documentos generados se guardan en el archivo. Entre sus funciones también estaban celebrar oficios religiosos y la beneficencia, contaban con un comedor para pobres –dependencia anexa-, cuyos registros se hallan en el archivo.

## Archiveros
Mn, Pere Oller es el primer bibliotecario conocido que trabaja en la ordenación y conservación de la librería, de quien se tiene noticias en el año 1453.
El 29 de septiembre de 1502 el cabildo nombrará archivero de la catedral a Guillem Clariana, que será el primero de la lista de los archiveros de la Seo barcelonesa conocidos documentalmente.
El 21 de julio de 1523, se nombra archivero al notario Joan Vilana, momento en que establecen las primeras normas o directrices que regularán la vida del archivo capitular y el trabajo de sus archiveros.
Seis años después, en 1529 comienza a trabajar en el archivo Mn. Francesc Tarafa i Çavall, que hace inventarios de muchas series documentales y también es un gran historiador y heraldista. Su labor termina el 27 de febrero de 1556.
El 16 de septiembre de 1771 P. Jaume Caresmar es nombrado archivero de la catedral hasta el 27 de abril de 1789, para trabajar después dos años más como archivero diocesano de Barcelona, hasta su muerte.
El 12 de junio de 1900 el Rev. Mn. Josep Mas i Domènech es nombrado al cargo del archivo hasta 1936.
El archivero diocesano, Rev. Mn. Josep Sanabre i Sanromà, publica una guía-inventario del archivo “el Archivo de la Catedral de Barcelona” contribuyendo a su cuidado y custodia durante los años 1937-1939.
Entre 1942 y 1965 será archivero Rev. Mn. Josep Oliveras i Caminal, ayudado en la ordenación del mismo por Mn. Leandre Niqui i Puigvert.
El sucesor de Mn. Oliveras será Mn. Ángel Fàbrega i Grau, a quien en 1966 se unirá Mn. Josep Baucells i Reig, para acometer una ordenación en conjunto. A día de hoy continúa su labor de custodia y ordenación el Dr. Ángel Fàbrega.

## Fondos
El Archivo Capitular contiene los documentos de la administración de la catedral e instituciones derivadas, encontramos: 

### Papiros, Ss. V – VIII
Hay nueve papiros de factura egipcia-helenística, pero de procedencia franco-romana y merovingia. Fueron hallados dentro de unas guardas del archivo ms 120. Códice famoso, del S. VIII que contiene unas homilías sobre Gregorio Magno, restaurado en 1929, por la Biblioteca Apostólica Vaticana y hoy en estudio crítico.

### Códices
Hay unos 200, algunos con destacadas miniaturas como “el Misal de Santa Eulalia” de Rafael Destorrents. 119 de éstos fueron catalogados por Jaime Caresmar a finales del siglo XVIII, quien escribió el “Cathalogus codicum seu librorum manuscriptorum, qui in segregatis sanctae Ecclesiae Cathedralis asservantur” (ACB, “Caresmar Índex”, Vol. I).
Basándose en este catálogo, el Dr. Josep Oliveras y Caminal compone en 1949 un inventario de los extractos contenidos en los códices del archivo, “Codicum in santae Barcinonensis Ecclesiae segregatis asservatorum tabulae” (“Scrínium” [Barcelona], fasc. VII, octubre-diciembre de 1952). 
También es destacable el “Libri Antiquitatum Sedis Barcinonensis”, formado por cuatro volúmenes del siglo XIII que integran el cartulario de la catedral, así como, el códice 120 “Divi Gregorii codex homiliarum in Lucam, a XXI ad XL” escrito en el siglo VIII con letra uncial y el 116 ya mencionado “Missale ad Barcinonensis ecclesiae consuerodinem” conocido como el de Santa Eulalia, del siglo XV.

### Incunables y ediciones,sigloXVI
Jaime Caresmar redactará un inventario con todos los libros escritos durante los siglos XV y XVI pertenecientes al Archivo Capitular, suman 160 unidades “Scrinium”, con un índice sistemático, onomástico y tipográfico.

### Pergaminos
Hay cerca de 40 000 de los siglos IX-XVII. formando parte de las diversas series de los fondos del archivo.
En el siglo XVI juntos con los libros y papiros, fueron colocados en una sección denominada: stància o scrinium para pasar a denominarse en la actualidad “cubiculum”, separados en una sección precisa. Muchos hacen referencia a la documentación propia de la catedral, destacando los “Libri Atiquitatum” y los de las masonerías. Otros provienen de fuera, como los canónigos agustinianos de Santa Maria de l´Estany y San Joan de les Abadesses, así como del Gran Priorato de San Joan de Jerusalem de Cataluña.
A pesar de repetidos intentos antiguos de ordenación, la documentación de este fondo estaba a finales del siglo XIX en gran desorden debido a las leyes de desamortización eclesiásticas, que hacen que como el resto de archivos de España, pierdan su valor administrativo y por consiguiente se desorganicen por completo. Mn. Josep Mas entre 1900 y 1936 emprende la difícil tarea de ordenarlos, clasificarlos y catalogarlos. Logra hacerlo con unos 10 mil que son agrupados en cuatro secciones denominadas como “Diversorum” con los siguientes nombres: Diversorum A 950-1714; Diversorum B 878-1815; Diversorum C 894-1602 y Diversorum D 1236-1652.
El resto de los documentos pergaminos no están lo suficientemente ordenados o se encuentran en series arbitrarias, como “Sèrie mercenària”, “Autògrafs de sant Oleguer i de sant Ramon de Penyafort”, “Vendes”, “Compres”, “Documents amb segell”, “Noms llatins”.
Para facilitar la tarea investigadora se dispone además de las carpetas “Diversorum” de extractos o resúmenes de miles de estos pergaminos, algunos realizados por Caresmar en el siglo XVIII, y otros archiveros:
- Sebastià Roger “Beneficis, Priorats, Domes, i Taula de l'Obra” de 1952.
- Josep Soler “Privilegis pontificis i reials” de 1648.
- “Diverses escriptures” por orden alfabético de materias.
- “Pergamins de Mitja Escala” del siglo XVII.
- “Rendes de la Pia Almoina” del 170.

### Registros
Les hay de muchas series archivísticas, como la Mensa Capitular y la Pía Almoina, la memoria de la Catedral y escritos de la vida de las instituciones y fieles que actuaban alrededor de la Catedral. En la propia página Web podemos ver las diversas secciones: 
- Obras de la Catedral: Libros de la Obra, Albaranes, Otros libros, Documentos Diversos...
- Sacristía: Sacristía en General, Libros Sacramentales, Escolares, Capellanes y Cofradías, cada uno de ellos con sus diversas secciones.

## Instrumentos de descripción
Las publicaciones que hacen referencia al inventario y catalogación de la documentación del Archivo Capitular de Barcelona contamos con cuatro series: 
- Serie I: Catálogos
- Serie II: Estudio
- Serie III: Monografías
- Serie IV: Fuentes Documentales

que podemos encontrar en la misma página Web del Archivo https://web.archive.org/web/20110923045651/http://www.catedralbcn.org/Arxiu/guia/Arxiu-Guia07.htm, 

## Servicios
Con el fin de ayudar a los investigadores, el archivo cuenta con una biblioteca auxiliar, donde figuran todos los estudios monográficos que se han hecho sobre la catedral y sus monumentos histórico-artísticos. Los investigadores también cuentan con diversas máquinas de reprografía.
Todos estos documentos son accesibles para los trabajos de investigación científica e histórica, especialmente la de tipo eclesiástico.

## Clasificación y Contacto
TitularidadArchivos de titularidad privada
GestiónAdministración Eclesiástica
Ciclo VitalArchivo Histórico
TipologíaArchivo de Catedral o Colegiata
Accesolibre
DirecciónCatedral. Plaza de la Seu, s/n, 08002
Tlf933100669
Fax933100797
Webhttp://www.catedralbcn.org